# Осанганган Обамакін
Осанганган Обамакін (середина XII ст.) — 2-й ооні (володар) держави Іле-Іфе.

## Життєпис
Син або інший родич ооні Одудуа. Спочатку звався Обамакін, що можливо є спотвореним титулом оба (правитель) Макін. За різними відомостями супроводжував Одудуа у війні проти союзу 13 громад-єгу. Багато відомостей про наповнені міфами та легендами. В більшості є впрованим мисливцем, гультяєм та бабієм, що чинив кривди оточуючим.
Можливо ще за Одудуа став його співправителем. Приєднав ім'я Осанганган (за здійснення священних жрецьких ритуалів у другій половині дня), що вказує на сакральний характер ооні, які поєднував жрецьку і світську владу. Напевне за його правління принцип божественності ооні остаточно закріпився.
Відомі його походи проти оби Акінсіна та конфлікт з Оранфе, ймовірно жерцем-оба, якого згодом обожествили. Також є згадки про похід до долини річки Угбо, де можливо існувало державне утворення Угбо. Йому спадкував син Оґун.